# Farébersviller
Farébersviller település Franciaországban, Moselle megyében. Lakosainak száma 5226 fő (2022. január 1.). Farébersviller Béning-lès-Saint-Avold, Cocheren, Farschviller, Henriville, Seingbouse és Théding községekkel határos.

## Népesség
A település népességének változása:
| Lakosok száma | 8001 | 7122 | 6835 | 6020 | 5554 | 5531 | 5541 | 5493 | 5406 | 5226 |
|               | 1968 | 1982 | 1990 | 2006 | 2013 | 2015 | 2017 | 2019 | 2020 | 2022 |